# Čaunskij rajon
Il Čaunskij rajon (in russo Чаунский район?) è un rajon del Circondario autonomo di Čukotka, nell'Estremo oriente russo. 

## Geografia umana
Istituito nel 1933, occupa una superficie di circa 2.748 km² e ha come capoluogo Pevek, considerato il centro abitato più settentrionale della Federazione Russa.